# Pleroma
Das Pleroma (griechisch, πλήρωμα pléroma „Fülle“) ist bei den Gnostikern das Glanz- und Lichtmeer, als Sitz der Gottheit, von wo alles Gute ausströmt. Sehr ähnliche Vorstellungen finden sich unter anderen Begrifflichkeiten im Tengrismus.
Im Johannes-Evangelium Joh 1,16  ist geschrieben:
„Und von seiner Fülle (übersetzt altgriechisch πληρωματος pleromatos) haben wir alle genommen, Gnade um Gnade.“
Bei dem Gnostiker Valentinus ist Pleroma das Reich göttlich-geistiger Fülle, Lebendigkeit, die kraftdurchwirkte Seinswelt im Gegensatz zum Kenoma, der stofflichen Leere. Der ursprünglich christliche Valentinus habe, so Martin R. von Ostheim (2013) den Begriff von dem Redaktor des vierten Evangeliums übernommen.
Aus der Schrift adversus haereses des Irenäus von Lyon und aus dem Apokryphon des Apostels Johannes geht hervor, dass Plerom von den Gnostikern auch als die Fülle der Zeit angesehen wurde und somit gleichbedeutend ist mit Aion, als Transliteration des griechischen Wortes altgriechisch αἰών für Ewigkeit (vergleiche Äon (Philosophie)). Der Gnostiker fühlte sich unbehaglich auf dieser Welt. Die zeitliche Begrenztheit seines Lebens durch den Tod empfand er als Herausforderung, diese Zeit als Verhängnis aufzufassen.
Nach Gershom Scholem ist in der Kabbala die Thronwelt der Hechalot die Entsprechung zum Pleroma. Erich Neumann fasst den Begriff Pleroma als die göttliche Fülle in seinem „vorweltlichen“ Zustand auf. Der „eigentliche Zustand der Welt“ sei eben durch dieses Noch-nicht-Eintreten Gottes bedingt. Die angestrebte Verbindung zu dieser göttlichen Fülle sei nur auf mystischem Wege zu erzielen.
In der Sammlung der Schriften des Neuen Testaments beschreibt der Apostel Paulus in Gal 4,4  den zeitenwendenden Augenblick mit altgriechisch πλήρωμα του χρόνου. Diese Wendung ist einzigartig, bezeichnet πλήρωμα bei Paulus sonst „Fülle“ als „Vollzahl“ der Völker in Röm 11,25 . Ihre nächste Entsprechung findet sich in Eph 1,10  το πλήρωμα των καιρων. Das hier benutzte καιρος, das an sich schon einen Zeitpunkt bezeichnet, erscheint hier im Plural und bezeichnet so – sachlich identisch mit Gal 4,4 – das „Vollgewordensein der Zeit“.
In der jüdischen Apokalyptik wird das Motiv von Gott als dem Herrn über die (Jahres-)Zeiten auf das Ende dieser Zeit übertragen: „Gott wird die vergängliche Welt wie auch die Unterwelt versiegeln“ (vgl. 4. Esra 6,20; syrBar 21,23; 40,3), nachdem er die Zeiten und ihre Zahl gezählt hat, um den neuen Äon hereinbrechen zu lassen, welcher einen Triumph des Gottesvolkes über die es bedrückenden Fremdherrscher bedeutet.
Paulus überbietet mit seiner Formulierung πλήρωμα του χρόνου das jüdisch-apokalyptische Verständnis: πλήρωμα beschreibt das „Vollmaß der Zeit“   „nicht ihrer Ausdehnung, sondern ihrem Inhalt nach“. Das bedeutet aber, dass die Zeit nicht aufgehoben wird. Kein neuer Äon schließt sich einfach an den alten an, sondern Gottes Heilshandeln hat sich in der Geschichte vollzogen, ohne aber in einem nur rein geschichtlichen Moment, den der „historische Jesus“ ausfüllen würde, aufzugehen. Vielmehr wird ein neuer Zeitbegriff geschaffen, der unserer Zeit die von Gott neu geschaffene Offenbarungs-Zeit qualitativ gegenüberstellt. In ihr ist Gott für uns in Christus Jesus gegenwärtig: Deus praesens.

## Neue Ethik
Erich Neumanns tiefenpsychologisch geprägter Ansatz, gebraucht den Begriff „Pleroma“, um damit auf die Kollektiverschütterung des modernen Menschen einzugehen. Damit meint Neumann nicht nur die rein äußerlich und objektiv feststellbaren Katastrophen des Ersten und Zweiten Weltkriegs sowie den Abwurf der Atombomben über Japan – hier wären natürlich auch andere historische Umwälzungen in der Neuzeit zu nennen – er will damit vor allem auf die individuelle psychische Verfassung des modernen Menschen eingehen. Diese Verfassung versteht er als Wechselverhältnis aus körperlichen, wirtschaftlichen, politischen und historischen Gegebenheiten. Die moderne Unsicherheit des Einzelnen finde u. a. in der Massenpsychologie ihren Ausdruck. Die Erschütterung des Individuums sei auch bedingt durch eine historische Inflation des Ichs seit der Renaissance und insofern als eine Gegenbewegung zu verstehen. Das traditionelle Bewusstsein sei durch die Devise geprägt: „Wo ein Wille ist, ist auch ein Weg.“ Diese Maxime habe sich heute als fragwürdig erwiesen. Während in früheren Zeiten die Einhaltung der Moral den Einzelnen vor kollektiven Eingriffen, Maßnahmen und Einflüssen zu schützen vermochte, sei dies heute nicht mehr als selbstverständlich zu betrachten. Diese frühere Moral sei bewusstseinsbildend gewesen. Heute sei umgekehrt das individuelle Bewusstsein durch die Erfahrung kollektiver Unsicherheit geprägt. Dieses neue Bewusstsein verlange so nach einer neuen Ethik.
Als fragwürdige Auswege aus dieser beunruhigenden Situation ergeben sich nach Neuman grundsätzlich zwei Möglichkeiten:
- die materialistisch-pessimistische Weltanschauung, die als deflationistisch zu verstehen sei, d. h. das Ichbewusstsein relativierend und auf seine Abhängigkeit von äußeren, u. a. auch körperlichen Gegebenheiten verweisend,
- die pleromatisch-mystische Weltanschauung. Diese sei durch Verbindung mit eschatologischen Elementen geprägt. Damit sei ein Erlösungszustand gemeint, der utopisch vorweggenommen werde, da er sonst meist in die Endzeit verlegt werde. Es handelt sich also um eine Lösung, die Neumann im Hinblick auf das Ich des Einzelnen als inflationistisch bezeichnet, da sich das Ich mit dem Urgeist, der Gottheit usw. in eins setzt. Auf diese Weise werden alle Gegensätzlichkeiten dieser Welt illusionistisch umgangen (vergleiche Enantiodromie). Psychologisch gesprochen werde so auch das Schattenproblem umgangen. Als konkretes Beispiel für diese pleromatische Auffassung nennt Neumann die Christian Science. Die Gefahr sieht Neumann in einer Rekollektivierung im Sinne der Massenpsychologie, indem dem Einzelnen hierdurch seine Verantwortung abgenommen werde.

Beide vorstehende Auswege können nach Neumann keine Lösung darstellen für die genannte Herausforderung des modernen Menschen. Eine grundsätzlich zu fordernde Neue Ethik dürfe die Herausforderungen nicht ideologisch umgehen, sondern müsse sie annehmen, so wie sie sind und in ein jeweils individuelles Handlungskonzept integrieren.